# Frig
 (janvier 2022).
Si vous disposez d'ouvrages ou d'articles de référence ou si vous connaissez des sites web de qualité traitant du thème abordé ici, merci de compléter l'article en donnant les références utiles à sa vérifiabilité et en les liant à la section « Notes et références ».
Pour plus de détails, voir Fiche technique et Distribution.
Frig est un film français expérimental réalisé par Antony Hickling et sorti en 2018. Il a été projeté pour la première fois à L'Étrange Festival 2018 au forum des images avant une sortie en salle l'année suivante à Paris, au cinéma Saint-André-des-Arts,,,,,. 

## Liminaire
Frig est une fiction expérimentale divisée en trois parties : « Amour », « Merde » et « Sperme ». Le film est également le troisième volet d’une trilogie composée de Little Gay Boy, Where Horses Go to Die et puis Frig. Le film est inspiré de l'œuvre du Marquis de Sade Les Cent Vingt Journées de Sodome. Il a reçu en France une interdiction aux moins de 18 ans : « interdiction aux mineurs de moins de dix-huit ans en raison de l’omniprésence de scènes sexuelles montrant des pratiques notamment sado-masochistes qui ne sont pas adaptées à un public jeune et peuvent heurter sa sensibilité. »,,,,,.

## Fiche technique
- Titre original : Frig
- Réalisation : Antony Hickling
- Scénario : Antony Hickling
- Directeur de la photographie : Laure Cornet
- Son : Alexandre Haudiquet
- Musique : Loki Starfish
- Montage : Victor Toussaint
- Sociétés de production : H&A Films
- Distribution : Optimale (FR)
- Pays d'origine : France

## Distribution
- Biño Sauitzvy
- Thomas Laroppe
- Arthur Gillet
- Christine Mingo
- Thomas Laroppe
- Gaëtan Vettier
- Luc Bruyère
- François Brunet
- Alvaro Lombard
- Magali Gaudou
- André Schneider

## Distinctions
- La trilogie (Where Horses Go to Die, Little Gay Boy et Frig) a reçu le "Prix Christian Petermann pour une œuvre innovante. Scénarios controversés exprimés par la musique, la danse et l'audace" IV DIGO – Goias Sexual diversity and gender international Film Festival, Brazil, 2019
- Mention spéciale pour son travail de réalisateur à Rio FICG, Brésil, 2015

### Présentation en festivals
- Zinegoak Festival, Bilbao 2018
- Mix Mexico Festival 2018 (Cineteca Nacional de Mexico)
- Tel Aviv LGBT International Film Festival 2018, Israël
- Rio Festival de Cinema Gay, Rio di Janeiro, Brésil[14]
- Cuernavaca diversidad somos, Mexico
- L'Étrange Festival, Paris France[15]
- Lausanne Underground Film & Music Festival, Switzerland [16]
- Berlin Porn Film Festival, Allemagne 2018
- Bari international Gender Film Festival, Italy [17]
- International Queer Film Festival Merlinka, Serbie [18]